# Чивилихин, Владимир Алексеевич
Влади́мир Алексе́евич Чивили́хин (7 марта 1928, Мариинск, Сибирский край — 9 июня 1984, Москва) — русский советский писатель, эссеист и прозаик, журналист, известный в первую очередь благодаря роману-эссе «Память». Лауреат Государственной премии СССР (1982). Член КПСС с 1952 года. Сторонник идей большой древности и «арийского» происхождения славян.

## Биография
Владимир Чивилихин родился 7 марта 1928 года в Мариинске (ныне Кемеровская область). Через год его семья переехала в город Тайга. После окончания школы Чивилихин поступил в Тайгинский техникум паровозного хозяйства. Недолгое время проработал мастером в железнодорожном техникуме в Узловой.
Печатать свои работы начал с 1946 года. Переехал в Чернигов на Украину к старшей сестре по окончании Великой Отечественной войны. Сюда же переселилась вся семья Чивилихиных. В Чернигове произошла первая встреча юного Чивилихина с П. Д. Барановским, легендарным исследователем русской архитектуры и реставратором мирового значения. Барановский исследовал разрушенный бомбёжкой храм, оказавшийся редким памятником домонгольской эпохи (Пятницкая церковь начала XII века). Позже они встретились в Москве и подружились.
В круг чтения молодого Чивилихина входили совсем не советские книги, среди которых — «Житие протопопа Аввакума». Чивилихин был благодарным читателем и библиофилом всю жизнь.
В 1954 году окончил факультет журналистики МГУ. Распределение получил в столичную газету «Гудок», а поселили его в общежитие на краю парка Кусково. В «Гудке» Чивилихин проработал с 1951 по 1954 год, здесь были опубликованы его очерки о железнодорожниках и работниках Московского метрополитена, в 1957 году в газете был опубликован отрывок из его первой книги «Живая сила».
В дальнейшем Чивилихин работал в газетах «Вечерняя Москва», «Комсомольская правда», где прошёл путь от литературного сотрудника до члена редколлегии. С середины 1950-х годов писательский труд становится основным. В 1957 году вышла его первая книга «Живая сила», где Чивилихин рассказал о молодых железнодорожниках, создавших в Заполярье лесополосу для защиты трассы от снежных заносов.
В июле 1969 году подписал «письмо одиннадцати» в журнале «Огонёк» под заголовком «Против чего выступает „Новый мир“?» Был активным членом Русского клуба.
Владимир Чивилихин скончался 9 июня 1984 года.

Могила В. А. Чивилихина на Кунцевском кладбище

Похоронен в Москве на Кунцевском кладбище.

## Литературные произведения
В 1957 году опубликовал документальную повесть «Живая сила». В поисках литературных сюжетов Чивилихин много путешествовал по Советскому Союзу, увлёкся проблемами Сибири. В 1959 году написано одно из самых известных произведений писателя — документальная повесть «Серебряные рельсы» об экспедиции Александра Кошурникова в Восточные Саяны в целях изыскания маршрута железной дороги Абакан — Нижнеудинск (реализован был вариант Абакан — Тайшет). Литературной основой повести стал дневник Кошурникова, погибшего в 1942 году в Саянах.
Темой многих произведений Чивилихина была природа, охрана окружающей среды. Очерк «Светлое око Сибири» посвящён защите озера Байкал, очерк «Слово о кедре» посвящён проблеме вырубки лесов. Писатель поднимал в своих книгах тему защиты природы от хищнического разорения, вопросы сохранения и приумножения природных богатств. Из-за существовавшего в 1960-е — 1970-е годы в СССР негласного запрета на публикацию в СМИ информации об экологических проблемах возникли трудности с выпуском книги «Земля в беде», тираж которой сначала напечатали, а затем уничтожили. Позднее многострадальная книга вышла под названием «Земля-кормилица».
С 1961 года Чивилихин — член Союза писателей СССР. Современникам посвящены повести «Про Клаву Иванову» (1964), «Ёлки-моталки» (1965), «Над уровнем моря» (1967, экранизирована в 1976 г.), «Пёстрый камень» (1969). Широкую известность получили публицистические очерки «Месяц в Кедрограде», «О чём шумят русские леса?», «Земля в беде», «Светлое око Сибири» (о Байкале), «Шведские остановки».
Последней работой писателя, для написания которой были использованы в большом объёме научные разработки московского историка Олега Михайловича Рапова (1939—2002), стал роман-эссе о русской истории «Память» (1978—1984), вышедший в двух книгах. Первая книга была опубликована в «Романе-газете» (две части, 1985, № 3—4) уже после смерти писателя. Вторая вышла до первой ещё при его жизни. Затем двухтомник неоднократно переиздавался. В книге Чивилихин критикует Л. Н. Гумилёва за его утверждения о симбиозе Великороссии с Золотой Ордой. Роман представляет собой размышления автора на темы ранней истории Руси и не является научно-историческим исследованием.

## Чивилихин и «Слово о полку Игореве»
По воспоминаниям Чивилихина, он любил книги и библиотеки. Ещё в Чернигове, когда Владимир Алексеевич изучал историю города, библиотекарь посоветовал ему прочитать «Слово о полку Игореве». Много страниц посвящено этой книге и в последней, крупной работе самого Чивилихина — в романе-эссе «Память», где он написал: «не могу себе представить, как бы сложилась моя жизнь, если б своевременно не познакомился со „Словом о полку Игореве“». Чивилихин считал «Слово» уникальным произведением, не имеющим аналогов в русской и мировой литературе по художественной ценности.
Чивилихин высказал версию о том, что автором «Слова» является его главный герой — князь Игорь Святославич, а дата создания «Слова» — конец жизни князя, для которого это произведение стало итогом «авторских переживаний, глубокого осмысления жизни, вдохновенной и кропотливой творческой работы». Эта версия отвергается большинством современных исследователей.

## Взгляды
Одним из главных источников для романа «Память» была расовая теория Г. Е. Грумм-Гржимайло, искавшего следы белокурых «арийцев» на Дальнем Востоке. Другим источником послужили идеи Ю. П. Миролюбова, одного из вероятных авторов «Велесовой книги». Чивилихин использовал также идеи сибирского археолога В. Е. Ларичева о древнейшей в мире цивилизации в Сибири, созданной индоевропейцами. В романе прославляется славянское язычество, утверждается, что славяне близки к ведическим ариям, существовали уже 5 тысяч лет назад и сами являются «арийцами». Автор считал «варягов-русь» славянами и относил возникновение славянской государственности к глубокой древности.
Идеи романа повлияли на идеологию ультраправого общества «Память», названного в его честь.

## Награды и премии
- Орден «Знак Почёта» (28.10.1967) — за заслуги в развитии советской литературы и активное участие в коммунистическом воспитании трудящихся[12]
- медаль «За трудовую доблесть» (06.12.1957)
- медаль «За трудовое отличие» (04.05.1962)
- Государственная премия СССР (1982) — за роман-эссе «Память»
- Государственная премия РСФСР имени М. Горького (1977) — за книгу «По городам и весям» (1976)
- премия Ленинского комсомола (1966) — за повести «Серебряные рельсы», «Про Клаву Иванову» (1964), «Ёлки-моталки» (1965)

## Память
- 8 ноября 1984 года в честь В. А. Чивилихина назван астероид 2977 Chivilikhin, открытый в 1974 году астрономом Л. И. Черных.